# 好きこそ物の上手なれ
好きこそ物の上手なれ（すきこそもののじょうずなれ）は、江戸時代の日本からのことわざ。

## 概要
人間というのは好きなものに取り組む場合には熱心に行い、自然に工夫をして勉強をするようになるために、上達するのは非常に早いということを意味する。何事も好きであるからこそそれが上達するということである。その行っている事柄が現在では未熟であったとしても、本当に好きで行っているならばそれが上達する見込みがあるということである。
このことわざは文法的には強意の係助詞のこそを受けて、なりの已然形なれで結ぶという形になっている。古文の文法の係り結びが現代でも使われているという珍しい例である。

### 歴史
千利休が好きこそ物の上手なれという内容の短歌を詠んでいた。
1723年の日本では『其角十七回』という書籍が出た。これは江戸時代の俳人の17回忌に編まれたという句集であった。この中の注釈では、かつて故人は器用さと、稽古と、好きであることの3つがあるならば、好きこそ物の上手なれであるということをよく口ずさんでいたということが述べられている。棋士であった大橋宗桂も同じようなことを口にしていたということが述べられている。このことわざの背後には、芸能などにおいて弟子を育てる場合の、上手の洞察力と思いやりがある。
浄瑠璃および歌舞伎の演目である『菅原伝授手習鑑』にはこのことわざがあるために、江戸時代中期の日本にはこのことわざは広まっていた。